# Миляева, Лариса Григорьевна
Лариса Григорьевна Миляева (род. 1958) — советская и российская учёная, доктор экономических наук, профессор.
Автор более 500 публикаций, в том числе 25 монографий, 14 учебных пособий и 12 научно-методических разработок, некоторые её статьи опубликованы в зарубежных журналах.

## Биография
Родилась 10 июня 1958 года.
Окончила Ленинградский технологический институт им. Ленсовета (ныне Санкт-Петербургский государственный технологический институт) по специальности «Технология неорганических веществ (катализаторов)», получив квалификацию «Инженер химик-технолог». Затем, после обучения в аспирантуре, приехала работать в Бийский технологический институт (БТИ, ныне в составе Алтайского государственного технического университет). В этом вузе прошла этапы профессиональной карьеры от старшего преподавателя (1987—1989) до доцента (1989—1999), профессора (с 1999 года) и декана экономического факультета (с 2003 года). С 2011 года возглавляет кафедру «Экономики предпринимательства». В 2002 году защитила докторскую диссертацию на тему «Проблемы занятости в постсоветский период: анализ, пути решения».
Под её научным руководством в период с 2003 по 2012 год защищено 12 диссертаций на соискание ученой степени кандидата экономических наук. Л. Г. Миляева является членом двух докторских региональных диссертационных советов (Омского государственного университета им. Ф. М. Достоевского и при Кемеровском государственном университете). Также является директором Центра аналитических исследований БТИ Алтайского государственного университета, членом регионального докторского совета АлтГУ; руководителем научной школы «Комплексный анализ проблем экономики труда» («КАПЭТ»). Область её научных интересов: экономика труда, инновационный менеджмент, конкурентоспособность организаций.
В 2011 году Лариса Григорьевна удостоена звания «Профессор года Алтайского края», в 2014 году удостоена Гран-при победителя Всероссийского заочного конкурса «Управленческий ресурс», по итогам Всероссийского заочного конкурса «Управленческий ресурс» 2014 и 2015 годов награждена золотой медалью в номинации «Эффективное управление качеством образования». В 2023 году Лариса Григорьевна удостоена звания «Профессор года Алтайского края».